# Kelley Law
Kelley Law, znana również jako Kelley Atkins i Kelley Owen (ur. 11 stycznia 1966 w Burnaby, Kolumbia Brytyjska) – kanadyjska curlerka, brązowa medalistka olimpijska z Salt Lake City 2002, mistrzyni świata 2000.
Law sześciokrotnie (1990, 1992, 1995, 1997, 2000, 2007) zdobywała mistrzostwo Kolumbii Brytyjskiej, co umożliwiało jej występy w Tournament of Hearts. Na arenie krajowej zadebiutowała jako skip w 1990, jej drużyna z 5 wygranymi meczami zajęła 9. miejsce. Dwa lata później Kelly była trzecią w ekipie Lisy Anne Walker, która awansowała do fazy play-off. Zajęła tam 3. miejsce ulegając w 11-endowym półfinale 6:7 Manitobie (Connie Laliberte). W 1995 Kelly była członkiem drużyny Marly Geiger, a później (1997) sama stała się kapitanem. W tym składzie Kolumbia Brytyjska zajęła odpowiednio 6. i ostatnie, 12. miejsce. Panie zupełnie inną formę zaprezentowały w listopadowym turnieju wyłaniającym reprezentację Kanady na Zimowe Igrzyska Olimpijskie 1998. Ekipa Kelley Law dotarła do półfinału, w którym przegrała 4:7 na rzecz Shannon Kleibrink.
W Mistrzostwach Kanady 2000 drużyna z Richmond zdobyła złote medale. Droga Law do finału była długa - fazę Page play-off zaczynała z 4. miejsca, a wcześniej musiała pokonać w meczu tie-breaker Nową Szkocję (Kay Zinck). Mecze przeciwko Saskatchewan (June Campbell) i Manitobie (Connie Laliberte) wygrała odpowiednio 8:4 i 7:6. W półfinale przy remisie 6:6 w 10. endzie i przywileju ostatniego kamienia w rękach Manitoby Law przejęła partię za jeden punkt. Mecz finałowy zakończył się dużą przewagą drużyny z zachodniego wybrzeża, która sięgnęła po mistrzostwo wygrywając z Ontario (Anne Merklinger) 9:4. Wygrywając 7 meczów fazy grupowej Mistrzostw Świata 2000 Kanadyjki z 1. miejsca awansowały do fazy zasadniczej. Tam również sięgnęły po złote medale triumfując w finale 7:6 nad Szwajcarkami (Luzia Ebnöther). Jako obrończynie tytułu zespół Law miał zapewniony występ w Scott Tournament of Hearts 2001. Team Canada wygrał Round Robin, w półfinale wygrał z Ontario (Sherry Middaugh) 7:6. Takim samym wynikiem, jednak na niekorzyść ekipy Law zakończył się finał przeciwko Nowej Szkocji (Colleen Jones).
W sezonie 2001/2002 utytułowana drużyna Kelley Law zakwalifikowała się do walki o możliwość występu na Zimowych Igrzyskach Olimpijskich 2002. Zespół wygrał fazę grupową Canadian Olympic Curling Trials 2001 i bezpośrednio znalazł się w finale. Law zapewniła sobie nominację olimpijską pokonując w ostatnim meczu Sherry Anderson 7:3. Podczas Round Robin turnieju w Salt Lake City reprezentacja Klonowego Liścia wygrała 8 meczów, przegrała tylko jeden (przeciwko Szwajcarii, Luzia Ebnöther). W 9. endzie półfinału Law przejęła partię jednym kamieniem i doprowadziła do remisu, jednak decydujący end zakończył się na korzyść Brytyjek (Rhona Martin), cały mecz 5:6. Kanadyjki mogły walczyć tylko o brązowe medale, które zdobyły triumfując 9:5 nad gospodyniami zawodów (Kari Erickson).
Latem 2003 Kelley zawiesiła swoją karierę sportową. Czas poświęciła karierze zawodowej i życiu rodzinnemu. Została licencjonowanym pośrednikiem handlu nieruchomościami, w 2004 urodziła trzecie dziecko, Maddison, wcześniejsza dwójka to Christopher (ur. 1992) i Cameron (ur. 2000). Po trzech sezonach przerwy, w 2006 powróciła do uczestnictwa na najwyższym poziomie. W 2007 wygrała mistrzostwa prowincji, a w mistrzostwach kraju uplasowała się na 8. miejscu. W latach 2010, 2011 i 2012 dochodziła do fazy play off British Columbia Scotties Tournament of Hearts, za każdym razem ulegała tam zespołowi Kelly Scott, dwukrotnie w finale, raz w półfinale.

## Wielki Szlem
| Turniej                | 2006/2007 |
| ---------------------- | --------- |
| Autumn Gold            | A         |
| Manitoba Lotteries     | QF        |
| Wayden Transportation  | x         |
| Players’ Championships | SF        |

| —  | = turniej nie odbył się                     |
| A  | = nie uczestniczyła                         |
| x  | = nie zakwalifikowała się do fazy finałowej |
| QF | = ćwierćfinał                               |
| SF | = półfinał                                  |
| F  | = finał                                     |
| W  | = zwycięstwo                                |

## Drużyny
|           | Czwarta          | Trzecia             | Druga               | Otwierająca         |
| --------- | ---------------- | ------------------- | ------------------- | ------------------- |
| 2011/2012 | Kelley Law       | Shannon Aleksic     | Kirsten Fox         | Dawn Suliak         |
| 2010/2011 | Kelley Law       | Jody Maskiewich     | Shannon Aleksic     | Kristen Recksiedler |
| 2009/2010 | Kelley Law       | Jody Maskiewich     | Shannon Aleksic     | Darah Provencal     |
| 2006/2007 | Kelley Law       | Georgina Wheatcroft | Shannon Aleksic     | Darah Provencal     |
| 1999/2002 | Kelley Law       | Julie Skinner       | Georgina Wheatcroft | Diane Nelson        |
| 1996/1998 | Kelley Law       | Marla Geiger        | Sherry Fraser       | Christine Jurgenson |
| 1994/1995 | Marla Geiger     | Kelley Owen         | Sherry Fraser       | Christine Jurgenson |
| 1991/1992 | Lisa Anne Walker | Kelley Owen         | Cindy McArdle       | Cathy Sauer         |
| 1989/1900 | Kelley Atkins    | Donna Maitland      | Karen Koyanagi      | Terry Ridley        |